# Plagithmysus bishopi
Plagithmysus bishopi är en skalbaggsart. Plagithmysus bishopi ingår i släktet Plagithmysus och familjen långhorningar.

## Underarter
Arten delas in i följande underarter:
- P. b. bishopi
- P. b. gracilis